# Children's Grand Park
Công Viên Thiếu Nhi Seoul (tiếng Hàn: 서울 어린이 대공원)là một công viên giải trí nằm ở Gwangjin-gu, Seoul, Hàn Quốc. Công viên có diện tích khoảng 53.000 ㎡, và bao gồm các vườn hoa và nhiều tác phẩm điêu khắc, một sở thú, công viên vui chơi giải trí một, và một vài lầu các và các khu vực picnic. Công viên được cửa vào Ngày thiếu nhi (ngày 05 tháng năm), năm 1973, và được xem là công viên đầu tiên dành riêng cho trẻ em ở Hàn Quốc. Công viên có một vườn thực vật, một công viên nước nhỏ, một hồ sinh thái, sở thú, một đường đi bộ chân trần. Các buổi hoàn nhạc ngoài trời được tổ chức.
Công viên này có các lễ hội theo mùa gồm mùa Xuân, Hạ, Thu, Đông.
Cửa vào công viên đối diện với Đại học Sejong, gần Đại học Konkuk.

## Thư viện ảnh

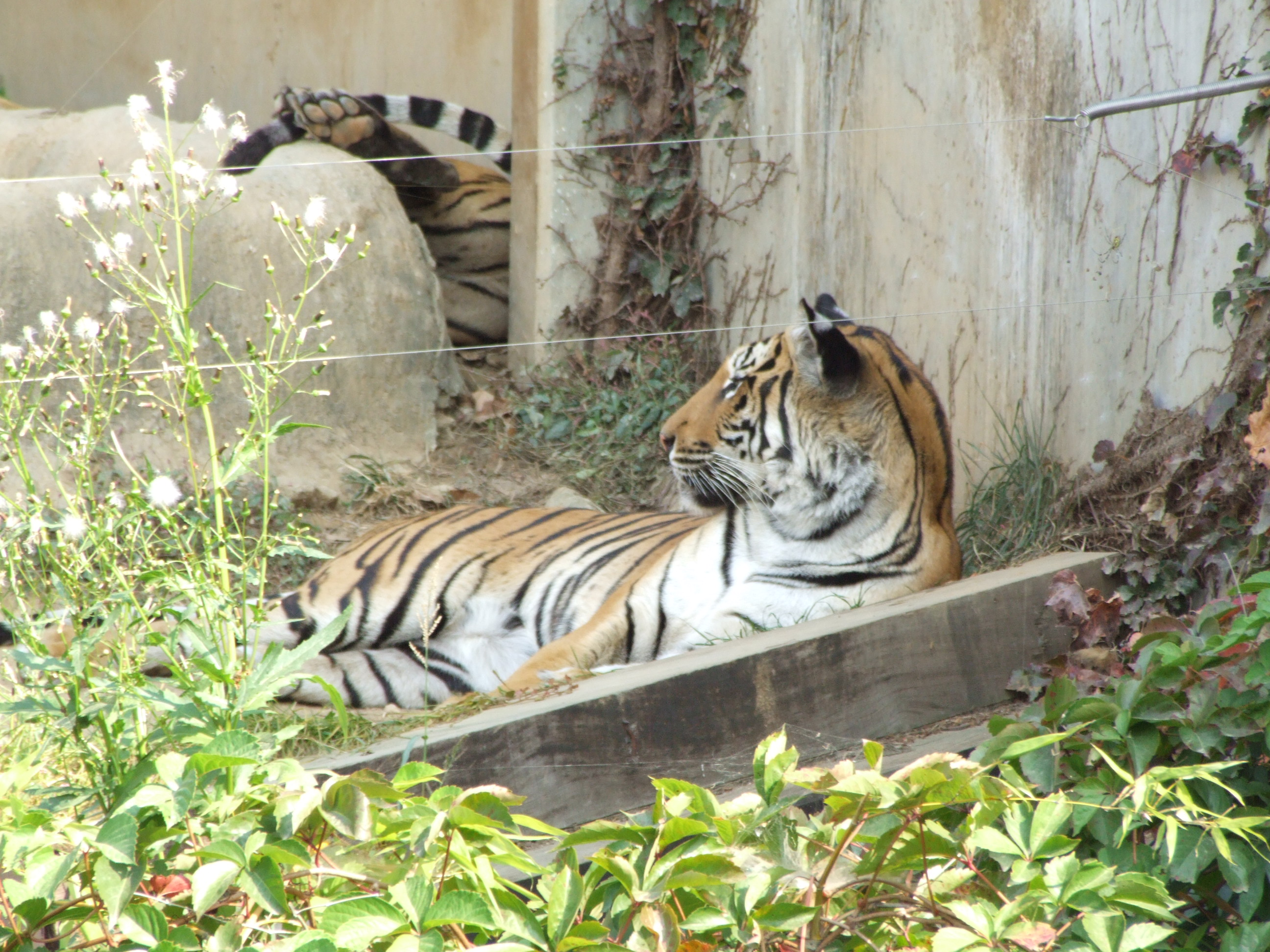
동물원의 호랑이
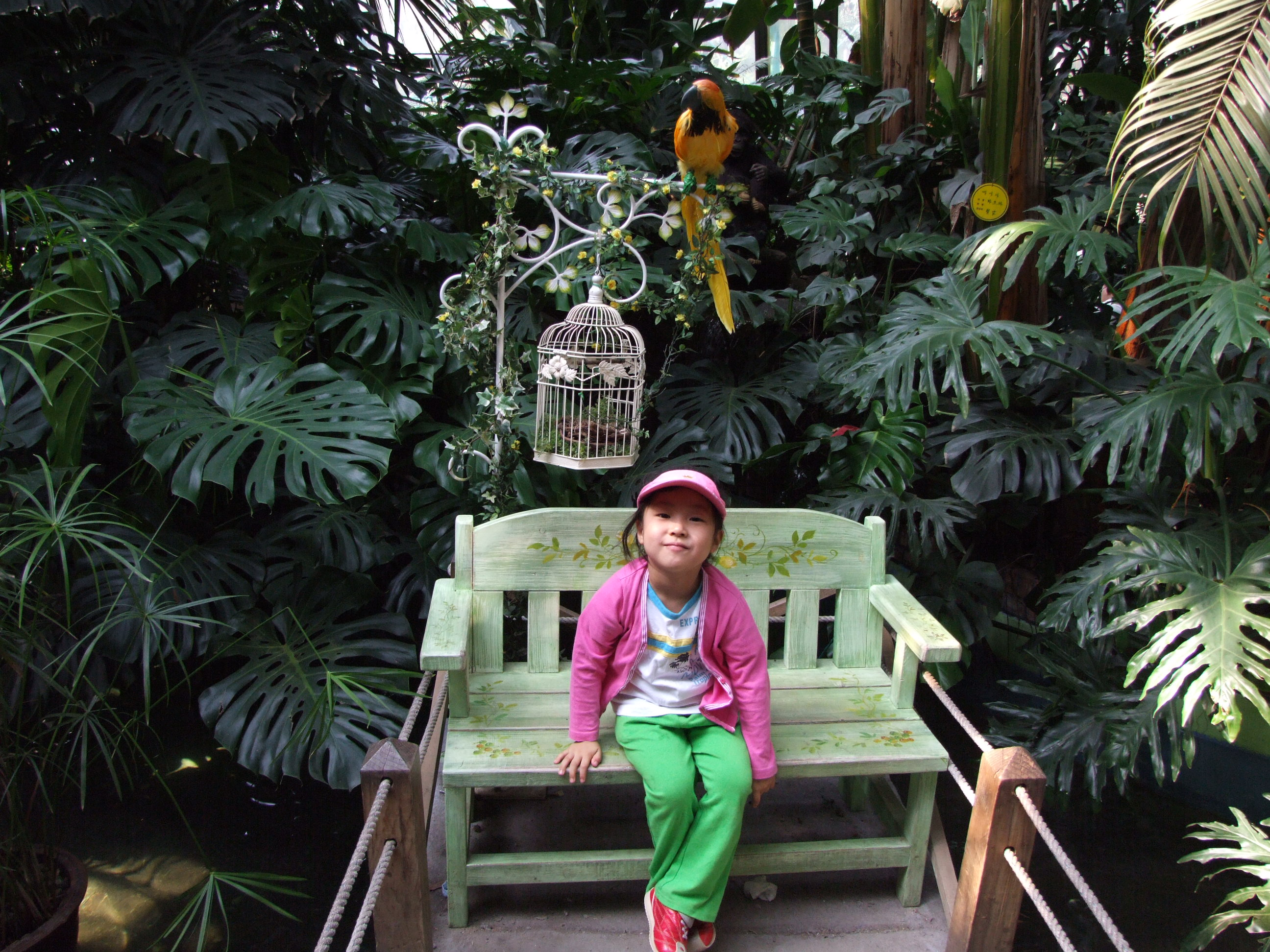
식물원
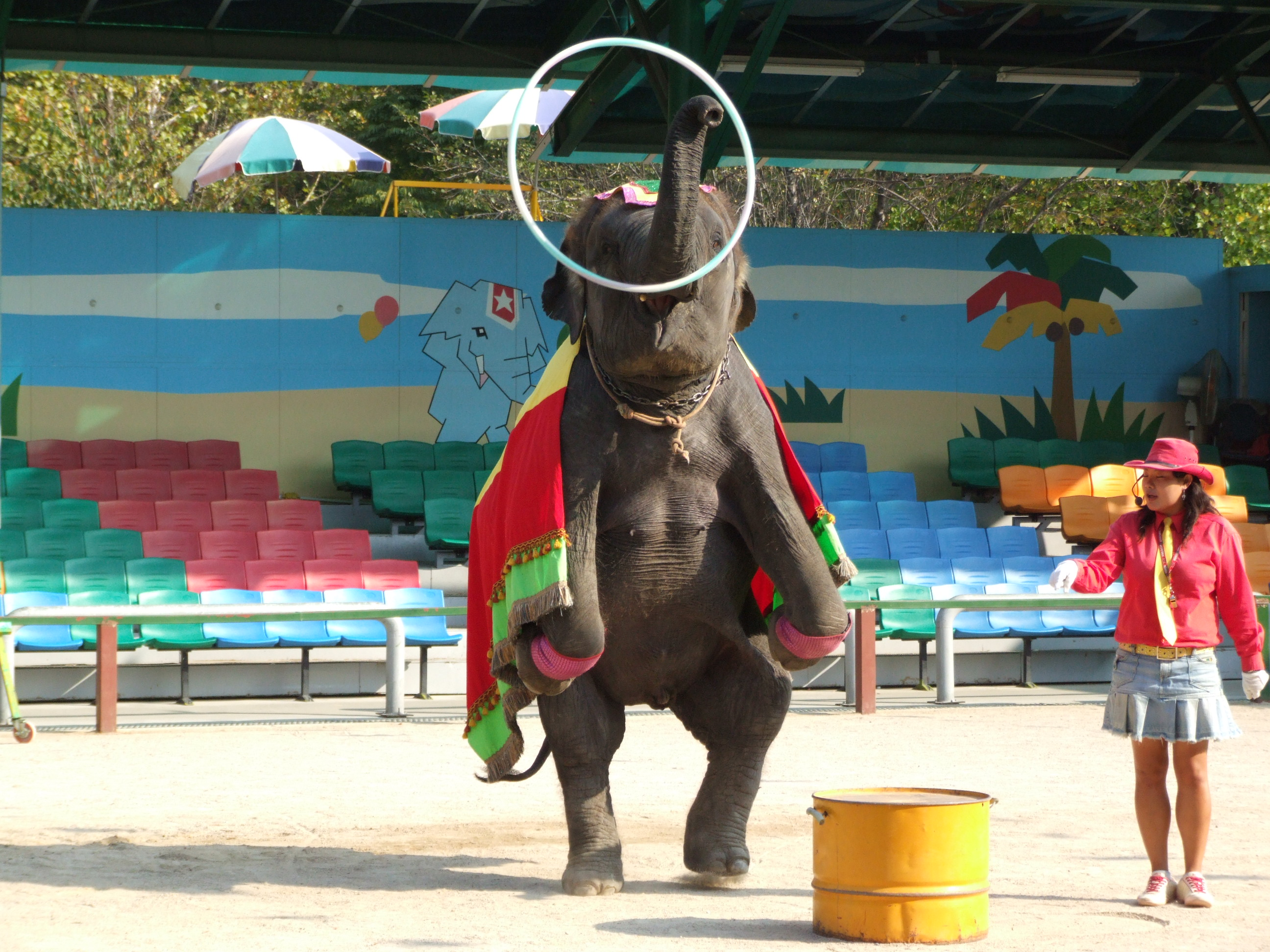
동물원의 코끼리쇼
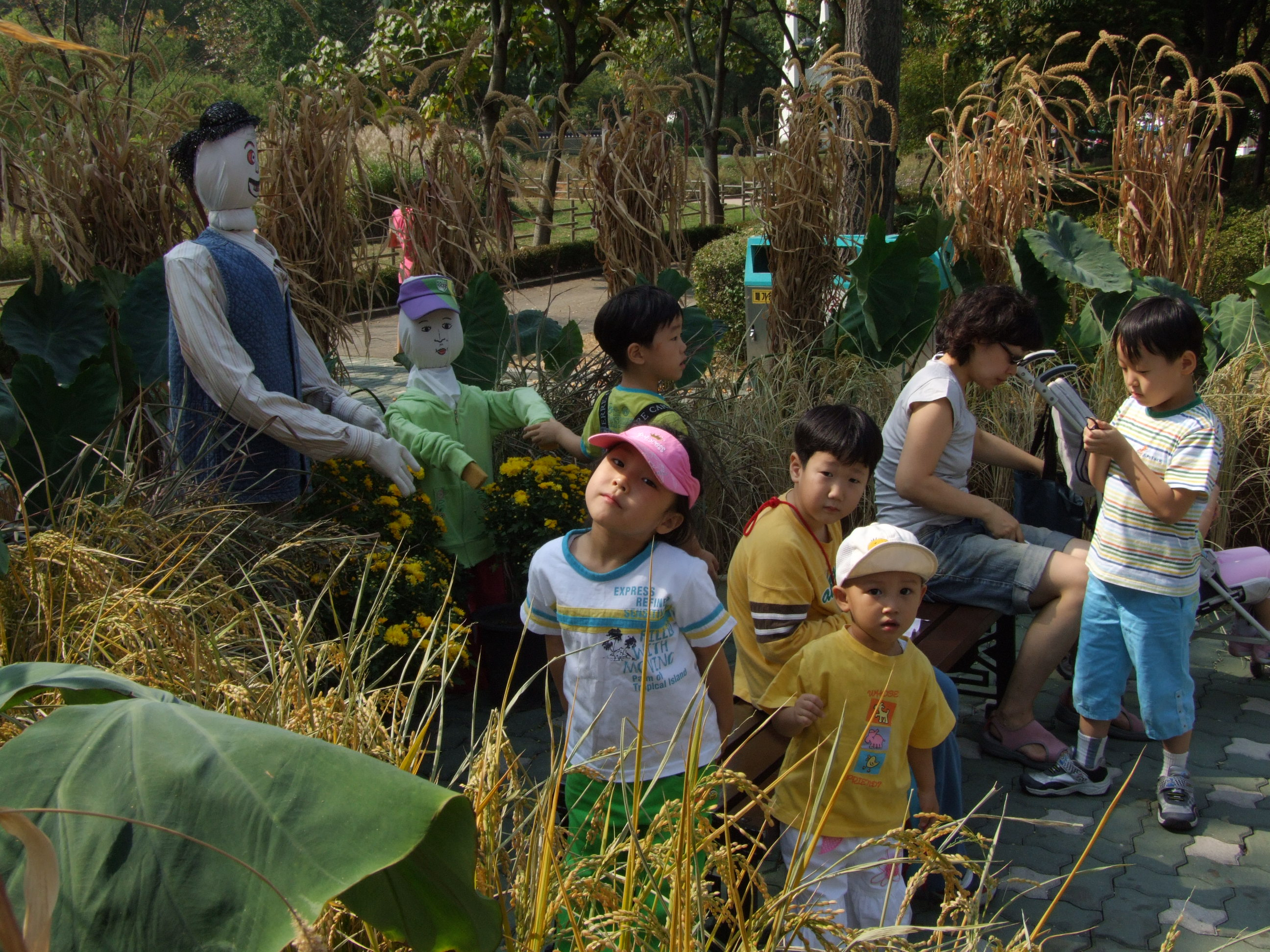
어린이 대공원의 가을